# Byseňský potok
Byseňský potok je drobný vodní tok, pramenící na východním okraji geomorfologického celku Džbán a odvodňující část západního Slánska v okrese Kladno, pravostranný přítok potoka Bakovského. Na svém středním a dolním toku tvoří pomyslné rozhraní Dolnooharské tabule a Pražské plošiny. 

## Popis toku
Pramennou oblastí Byseňského potoka je lesnaté, do opukových vrstev východního okraje Džbánu ostře zaříznuté údolí Dolina jihozápadně od obce Jedomělice, při staré cestě k zaniklé středověké vesnici a tvrzišti Ostrov. Ze džbánských lesů však potok ještě před Jedomělicemi vystupuje a po zbytek své pouti vytváří zprvu mělké, později hlubší široce otevřené údolí, směřující k východo-severovýchodu. Po jižním okraji míjí Jedomělice, z jejich okolí sbírá několik drobných občasných vodotečí, dále plyne přes Libovici mělkým úvalem do Bysně, kde protéká pod historickým mostkem. Poté se přiblíží k městu Slanému, podchází novou i starou silnici I/7 a širokým obloukem míjí město ze severozápadní strany, kde protéká osadou Lidice se starobylým gotickým kostelíkem sv. Jakuba Většího. V těchto místech údolí potoka krátce využívá železniční trať 110 (Kralupy nad Vltavou – Slaný – Louny), jež se od potoka opět vzdaluje ve vesnici Otruby. V Otrubech také zleva ústí jediný významnější přítok, Lotoušský potok, dále Byseňský potok ze severní strany míjí vesnici Želevčice (zde podchází silnici II/118) a západně od Beřovic se zprava vlévá do Bakovského potoka, který jeho vody unáší dále do Vltavy.

## Přítoky
- Lotoušský potok (zleva v Otrubech)